# 제21통신여단
제21통신여단(21st Signal Brigade)은 미국 육군 통신대의 여단이다. 베트남 전쟁 당시 제1통신여단 예하 단(Group)급 부대로 참전하였다. 현재 여단은 메릴랜드주 포트 데트릭에 주둔하고 있으며, 미국 본토(CONUS)에서 대통령와 합동참모본부, 국방부, 북부사령부와 그 외 연방기관에 지휘, 통제, 교신, 컴퓨터(C4) 체계를 지원하고 있다.

## 역사

### 베트남 전쟁
부대는 1965년 6월 22일에 정규군 제21통신단으로 구상되어, 그 해 9월 1일에 노스캐롤라이나주 포트 브래그에서 창설되었다. 베트남 공화국의 나뜨랑에 배치되어, 제1통신여단으로 전속하였다. 베트남 공화국 육군의 제1군단과 2군단의 전술구역에서 1만 마일이 넘는 공간에 통신지원 임무를 수행하였다. 전쟁 막바지인 1971년 11월 27일에 워싱턴주의 포트 루이스로 귀환하고 해산하였다.

### 21세기
2003년 10월 16일, 메릴랜드주 포트 데트릭에 주둔하고 있던 제1108통신여단이 부대기 전환식으로 제21통신여단으로 재지정되어 부대가 재소집되었다. 제1108통신여단의 예하 통신대대는 제1110은 302, 제1111은 114로 서수가 바뀌었다. 어깨 소매 인식표도 부여받았다. 이후, 텍사스주 샌안토니오 합동기지의 제56통신대대가 조지아주 포트 아이젠아워으로 이사하였다.

## 부대
- 제56통신대대 - 조지아주 포트 아이젠아워
- 제114통신대대 - 펜실베이니아주 애덤스군 레이븐 록 산악단지
- 제302통신대대 - 메릴랜드주 포트 데트릭
- 제7통신소 - 조지아 주, 포트 고든; 2007년 10월 16일[3]

## 기록

### 소속
- 제1통신여단, 1965년 9월 1일
- 제7통신사령부, 2003년 10월 16일

### 계보
- 1965년 6월 22일, Headquarters and Headquarters Detachment, 21st Signal Group
→제21통신단, 본부 및 본부분견대
- 2003년 10월 16일, Headquarters and Headquarters Company, 21st Signal Brigade
→제21통신여단, 본부 및 본부중대

### 참전
| 스트리머    | 내역 |
| ----------- | --- |
| 베트남 전쟁 | - 반격 - 반격, 제2(II)단계 - 반격, 제3(III)단계 - 구정 대공세 - 반격, 제4(IV)단계 - 반격, 제5(V)단계 - 반격, 제6(VI)단계 - 1969년 구정 대공세 - 1969년 하계-추계 - 1970년 동계-춘계 - 성소 반격 - 반격, 제7(VII)단계 - 제1(I)차 통합 - 제2(II)차 통합 - 사격 중지 |

### 스트리머
| 스트리머          | 내역                    |
| ----------------- | ----------------------- |
| 육군 공로부대표창 | 베트남, 1966년 ~ 1968년 |
| 육군 우수부대표창 | 2008년 ~ 2009년         |

## 참고
1. ↑  “Brigade History” (영어). 2003년 12월 23일에 원본 문서에서 보존된 문서. 2019년 5월 14일에 확인함.
2. ↑  “21 Signal Brigade” (영어). 문장학 연구소. 2017년 1월 31일에 원본 문서에서 보존된 문서. 2017년 12월 9일에 확인함.
3. ↑  “7th Signal Center” (영어). 미국 육군 역사관. 2007년 12월 19일. 2017년 12월 13일에 확인함.

- “headquarters and Headquarters Company 21st Signal Brigade (Razor Sharp)” (영어). 미국 육군 역사관. 2010년 8월 23일. 2017년 12월 9일에 확인함.